# Helmut Graßhoff
Helmut Graßhoff (auch Grasshoff; * 7. November 1925 in Hamersleben; † 18. Juli 1983 in Berlin) war ein deutscher Slawist.

## Leben
Graßhoff wurde als Sohn eines Kaufmanns geboren. Nach dem Besuch der Oberschule wurde er 1943 zum Reichsarbeitsdienst einberufen. Er leistete anschließend von 1943 bis 1945 Kriegsdienst und befand sich bis 1947 in Kriegsgefangenschaft. 
1948 legte er das Abitur ab und wurde Mitglied der SED. Er absolvierte zunächst eine landwirtschaftliche Lehre und eine Ausbildung zum Bankkaufmann. Anschließend war er im landwirtschaftlichen Genossenschaftswesen tätig. 1950 studierte er Wirtschaftswissenschaften, von 1951 bis 1954 Slawistik an der Humboldt-Universität zu Berlin. Von 1954 bis 1956 war Graßhoff wissenschaftlicher Assistent und Lehrbeauftragter für russische Literatur am Slawistischen Institut der Humboldt-Universität. 1956 wechselte er zur Deutschen Akademie der Wissenschaften (DAW) und war bis 1959 wissenschaftlicher Aspirant am dortigen Institut für Slawistik. 1959 promovierte er an der Humboldt-Universität zum Dr. phil. (Dissertation: Antioch Dmitrievič Kantemir (1709–1744) und seine Beziehungen zur westeuropäischen Kultur). Ab 1958 war er Sekretär des Nationalkomitees der Slawisten der DDR. Von 1958 bis 1968 wirkte er als stellvertretender Leiter der Literaturwissenschaftlichen Abteilung des Instituts für Slawistik der DAW und war von 1965 bis 1966 wissenschaftlicher Referent der Klasse für Sprachen, Literatur und Kunst der DAW. 1969 habilitierte er sich an der Humboldt-Universität zu Berlin (Habilitationsschrift: Russische Literatur in Deutschland im Zeitalter der Aufklärung. Die Propagierung russischer Literatur im 18. Jahrhundert durch deutsche Schriftsteller und Publizisten). Von 1969 bis 1975 war er stellvertretender Leiter des Bereichs Slawistik im Zentralinstitut für Literaturgeschichte der DAW bzw. Akademie der Wissenschaften der DDR (AdW). 1972 wurde er zum Professor berufen. 
Von 1963 bis 1970 war er zusammen mit Ulf Lehmann Herausgeber der Studien zur Geschichte der russischen Literatur des 18. Jahrhunderts. 1975 wurde Graßhoff Chefredakteur der Zeitschrift für Slawistik. 
Graßhoff übte seine Forschungs-, Lehr- und Publikationstätigkeit auf dem Gebiet der russischen Literatur – insbesondere der Aufklärung – und der russisch-deutschen bzw. russisch-westeuropäischen Literaturbeziehungen aus. Er bezog dabei jedoch auch Folklore, die Kultur- und Wissenschaftsgeschichte mit ein.

## Werke
Monographien
- Michail Lomonossow. Der Begründer der neueren russischen Literatur. Verlag Sprache und Literatur, Halle (Saale) 1962.
- Antioch Dmitrievič Kantemir und Westeuropa. Ein russischer Schriftsteller des 18. Jahrhunderts und seine Beziehung zur westeuropäischen Literatur und Kunst. Akademie-Verlag, Berlin 1966.
- Russische Literatur in Deutschland im Zeitalter der Aufklärung. Die Propagierung russischer Literatur im 18. Jahrhundert durch deutsche Schriftsteller und Publizisten. Akademie-Verlag, Berlin 1973.
- (zusammen mit Anneliese Lauch, Ulf Lehmann): Humanistische Traditionen der russischen Aufklärung. Akademie-Verlag, Berlin 1973; 2. Auflage, 1974.

Herausgeberschaften
wissenschaftliche Werke
- (zusammen mit John S. G. Simmons): Ivan Fedorovs griechisch-russisch, kirchenslawisches Lesebuch von 1578 und der Gothaer Bukvar’ von 1578/1580. Akademie-Verlag, 1969.
- (zusammen mit H. Raab, E. Reissner, M. Wegner): Russische Literatur im Überblick. Reclam, Leipzig 1974 (auch: Röderberg, Frankfurt am Main 1974).
- (zusammen mit Gisela Jones): Dostojewskis Erbe in unserer Zeit: neueste Forschungen sowjetischen Literaturwissenschaftler zum künstlerischen Erbe Dostojewskis. Akademie-Verlag, Berlin 1976.
- Literaturbeziehungen im 18. Jahrhundert. Studien und Quellen zur deutsch-russischen und russisch-westeuropäischen Kommunikation. Akademie-Verlag, Berlin 1986.
- Geschichte der russischen Literatur von den Anfängen bis 1917. Band 1: Von den Anfängen bis zur Mitte des 19. Jahrhunderts. Aufbau, Berlin 1986.

literarische Werke
- (zusammen mit Klaus Müller, Gottfried Sturm): O Bojan, du Nachtigall der alten Zeit. 7 Jahrhunderte altrussischer Literatur. Rütten & Loening, Berlin 1965 (auch: Scheffler, Frankfurt am Main 1965); 4. Auflage, 1982.
- Altrussische Dichtung aus dem 11. – 18. Jahrhundert. Reclam, Leipzig 1971; 4. Auflage, 1982.
- Die Geschichte vom reichen und angesehenen Kaufmann Karp Sutulow und seiner überaus klugen Frau, die ihr eheliches Lager nicht entehrte. Russische Erzählungen und Satiren des 17. Jahrhunderts. Insel, Leipzig, 1977.
- (zusammen mit Anneliese Graßhoff) Ilja Muromez und der Räuber Nachtigall. Heldensagen aus dem alten Russland neu erzählt. Der Kinderbuchverlag Berlin 1980; Illustrationen Siegfried Linke
- (zusammen mit Anneliese Graßhoff): Chorus an die verkehrte Welt. Russische Dichtung des 18. Jahrhunderts. Reclam, Leipzig 1983.
- Rauchspur der Tauben. Radziwiłł-Chronik. Kiepenheuer, Leipzig/Weimar 1986.

Artikel (Auswahl)
- Lomonosov und Gottsched. Gottscheds ‚Ausführliche Redekunst’ und Lomonosovs ‚Ritorka’. In: Zeitschrift für Slawistik, VI, 4 (1961), S. 498–507.
- Gottsched als Popularisator und Übersetzer russischer Literatur. In: Zeitschrift für Slawistik, XV (1970), S. 189–207.
- Aufklärung und Literatur im europäischen Kontext des 18. Jahrhunderts. In: Zeitschrift für Slawistik, XXIV, 6 (1979),  S. 791–800.

## Auszeichnungen
- Nationalpreis der DDR verliehen am 7. Oktober 1975
- Verdienstmedaille der DDR